# 자크 모노
자크 뤼시앵 모노(프랑스어: Jacques Lucien Monod, 1910년 2월 9일 ~ 1976년 5월 31일)는 프랑스의 생화학자이다. 1965년에 효소의 유전적 조절 작용과 바이러스 합성에 대한 연구로 프랑수아 자코브, 앙드레 르보프와 함께 노벨 생리학·의학상을 수상했다.
그의 책인 《우연과 필연》(Chance and Necessity, 1970년)에서 인간은 우주에서 우연의 산물이라고 제안했다.

## 수상 경력
- 1965년 : 노벨 생리학·의학상
- 레지옹 도뇌르 훈장

## 회원
- 1968년 : 왕립학회 외국인 회원[1]

## 참고 문헌
- Sean B. Carroll (2014). 《Brave Genius: A Scientist, a Philosopher, and Their Daring Adventures from the French Resistance to the Nobel Prize》. Broadway Books. ISBN 978-0307952349.